# A Győri ETO FC 2005–2006-os szezonja
A Győri ETO FC 2005–2006-os szezonja szócikk a Győri ETO FC első számú férfi labdarúgócsapatának egy szezonjáról szól, mely sorozatban a 46., összességében pedig a 62. idénye a csapatnak a magyar első osztályban. A klub fennállásának ekkor volt a 101. évfordulója.

## Mérkőzések
| Színmagyarázat | Színmagyarázat |
| -------------- | -------------- |
|                | Győzelem.      |
|                | Döntetlen.     |
|                | Vereség.       |

### Borsodi Liga 2005–06

#### Őszi fordulók
| 1. forduló 2005. július 30. 19:00 |

| Vasas                         | 1 – 2   | Győri ETO                            |
| ----------------------------- | ------- | ------------------------------------ |
| Gyánó 72' (11-esből) Tóth 66' | (0 – 2) | Priskin 25' 31' Jäkl 13' Regedei 27' |

| Illovszky Rudolf Stadion, Budapest Nézőszám: 2 500 Játékvezető: Sápi Csaba (magyar) |

| 2. forduló 2005. augusztus 6. 19:00 |

| Győri ETO                                       | 2 – 2   | Rákospalotai EAC                                       |
| ----------------------------------------------- | ------- | ------------------------------------------------------ |
| Kenesei 61' 14' Bajzát 68' Makra 43' Vincze 55' | (0 – 1) | Török 29' Polonkai 67' Nagy 49′ Földvári 51' Cseri 60′ |

| ETO Park, Győr Nézőszám: 4 500 Játékvezető: Saskőy Szabolcs (magyar) |

| 3. forduló 2005. augusztus 20. 19:00 |

| Pécsi MFC                           | 0 – 1   | Győri ETO                      |
| ----------------------------------- | ------- | ------------------------------ |
| Schindler 6' Bajusz 45' Horváth 70' | (0 – 1) | Vincze 35' (11-esből) Zsók 32' |

| PMFC Stadion, Pécs Nézőszám: 2 500 Játékvezető: Makai János (magyar) |

| 4. forduló 2005. augusztus 28. 11:30 |

| Győri ETO                                                   | 1 – 2   | Debreceni VSC                                               |
| ----------------------------------------------------------- | ------- | ----------------------------------------------------------- |
| Sidibe 17' (öngól) Lendvai 7' Tóth 66' Vincze 74' Makra 77' | (1 – 0) | Bogdanović 53' Brnović 60' Komlósi 8' Szatmári 28' Kiss 38' |

| ETO Park, Győr Nézőszám: 4 000 Játékvezető: Szabó Zsolt (magyar) |

| 5. forduló 2005. szeptember 18. 11:30 |

| FC Tatabánya                                  | 3 – 3   | Győri ETO                                              |
| --------------------------------------------- | ------- | ------------------------------------------------------ |
| Tóth 43' Márkus 61' 78' Rajnay 56' Németh 88' | (1 – 2) | Priskin 28' 37' 90+3' Lendvai 13' Mátyus 39' Varga 75' |

| Városi Stadion, Tatabánya Nézőszám: 2 000 Játékvezető: Arany Tamás (magyar) |

| 6. forduló 2005. szeptember 24. 19:00 |

| Győri ETO                        | 2 – 1   | FC Sopron                                 |
| -------------------------------- | ------- | ----------------------------------------- |
| Vincze 4' (11-esből) Kenesei 26' | (2 – 1) | Landerl 43' Horváth 5' Bagoly 48' Vén 67' |

| ETO Park, Győr Nézőszám: 2 500 Játékvezető: Gergely Sándor (magyar) |

| 7. forduló 2005. október 2. 11:30 |

| Ferencváros                                           | 2 – 0   | Győri ETO                          |
| ----------------------------------------------------- | ------- | ---------------------------------- |
| Nógrádi 64' Laczkó 90' Szálkai 40' Tímár 67' Erős 89' | (0 – 0) | Vincze 32' Lendvai 45' Priskin 56' |

| Üllői úti stadion, Budapest Nézőszám: 3 000 Játékvezető: Kassai Viktor (magyar) |

| 8. forduló 2005. október 15. 18:00 |

| Győri ETO                                 | 1 – 2   | Budapest Honvéd                                      |
| ----------------------------------------- | ------- | ---------------------------------------------------- |
| Kenesei 28' (11-esből) Tóth 47' Makra 78' | (1 – 1) | Lobo 10' Takács 86' Genito 31' Kovács 38' Udvari 44' |

| ETO Park, Győr Nézőszám: 4 000 Játékvezető: Makai János (magyar) |

| 9. forduló 2005. október 22. 18:00 |

| Lombard Pápa                             | 1 – 4   | Győri ETO                                    |
| ---------------------------------------- | ------- | -------------------------------------------- |
| Stark 48' (öngól) Lipták 67' Kincses 77' | (0 – 1) | Kenesei 45+1' 60' Vincze 79' 84' Horváth 88' |

| Perutz Stadion, Pápa Nézőszám: 1 600 Játékvezető: Erdős József (magyar) |

| 10. forduló 2005. október 29. 18:00 |

| Győri ETO                                    | 2 – 1   | Zalaegerszegi TE                  |
| -------------------------------------------- | ------- | --------------------------------- |
| Kenesei 38' Priskin 82' Stark 4' Horváth 33' | (1 – 0) | Djorovič 88' Balog 26' Kozmer 37' |

| ETO Park, Győr Nézőszám: 1 500 Játékvezető: Saskőy Szabolcs (magyar) |

| 11. forduló 2005. november 5. 18:00 |

| Kaposvári Rákóczi   | 1 – 0   | Győri ETO   |
| ------------------- | ------- | ----------- |
| Kardos 66' Mező 87' | (0 – 0) | Lendvai 30' |

| Rákóczi Stadion, Kaposvár Nézőszám: 2 000 Játékvezető: Szarka Zoltán (magyar) |

| 12. forduló 2005. november 19. 17:00 |

| Győri ETO                       | 1 – 3   | MTK Budapest                                              |
| ------------------------------- | ------- | --------------------------------------------------------- |
| Vincze 60' (11-esből) Perić 25' | (0 – 3) | Kanta 16' (11-esből) 34' (11-esből) Balogh 26' Zsidai 56' |

| ETO Park, Győr Nézőszám: 1 500 Játékvezető: Solymosi Péter (magyar) |

| 13. forduló 2005. november 26. 17:00 |

| FC Fehérvár               | 2 – 2   | Győri ETO                   |
| ------------------------- | ------- | --------------------------- |
| Sitku 29' 69' Bartyik 85' | (1 – 0) | Kenesei 46' 88' Priskin 20' |

| Sóstói Stadion, Székesfehérvár Nézőszám: 5 000 Játékvezető: Megyebíró János (magyar) |

| 14. forduló 2005. december 4. 11:30 |

| Újpest                                    | 3 – 1   | Győri ETO                                                  |
| ----------------------------------------- | ------- | ---------------------------------------------------------- |
| Rajczi 45' 77' Feczesin 59' Vituska 90+3' | (1 – 0) | Mátyus 51' 82' Bajzát 11' Makra 13' Vincze 23' Pusztai 33' |

| Szusza Ferenc Stadion, Budapest Nézőszám: 3 435 Játékvezető: Szabó Zsolt (magyar) |

| 15. forduló 2005. december 10. 15:00 |

| Győri ETO                         | 1 – 2   | Diósgyőr                                     |
| --------------------------------- | ------- | -------------------------------------------- |
| Granát 87' Lendvai 8' Regedei 90' | (0 – 1) | Katona 21' Horváth 74' Halgas 37' Pintér 79' |

| ETO Park, Győr Nézőszám: 1 000 Játékvezető: Erdős József (magyar) |

#### Tavaszi fordulók
| 16. forduló 2006. február 25. 16:00 |

| Győri ETO                                                      | 2 – 1   | Vasas                                                 |
| -------------------------------------------------------------- | ------- | ----------------------------------------------------- |
| Vincze 19' Mátyus 90' Tóth 22' Jäkl 25' Lajtos 29' Priskin 65' | (1 – 0) | Balog 51' Hegedűs 31' Fehér 45' Waltner 62′ Kapič 71' |

| ETO Park, Győr Nézőszám: 700 Játékvezető: Saskőy Szabolcs (magyar) |

| 17. forduló 2006. március 4. 14:30 |

| Rákospalotai EAC                                  | 1 – 2   | Győri ETO                                      |
| ------------------------------------------------- | ------- | ---------------------------------------------- |
| Nyerges 48' 73' Polonkai 29' Torma 44' Kovács 62' | (0 – 1) | Priskin 15' 20' Vincze 81' (11-esből) Bank 54' |

| Budai II László Stadion, Budapest Nézőszám: 1 000 Játékvezető: Fábián Mihály (magyar) |

| 18. forduló 2006. március 11. 16:00 |

| Győri ETO                  | 1 – 1   | Pécsi MFC                            |
| -------------------------- | ------- | ------------------------------------ |
| Priskin 43' 56' Lajtos 60' | (1 – 0) | Jevdjović 67' Kulcsár 34' Sólyom 80' |

| ETO Park, Győr Nézőszám: 1 200 Játékvezető: Kassai Viktor (magyar) |

| 19. forduló 2006. március 19. 11:30 |

| Debreceni VSC                     | 1 – 1   | Győri ETO                  |
| --------------------------------- | ------- | -------------------------- |
| Sidibe 43' (11-esből) Komlósi 50' | (1 – 1) | Bajzát 38' 35' Pusztai 61' |

| Oláh Gábor utcai stadion, Debrecen Nézőszám: 6 000 Játékvezető: Erdős József (magyar) |

| 20. forduló 2006. március 24. 19:00 |

| Győri ETO | 0 – 0   | FC Tatabánya        |
| --------- | ------- | ------------------- |
|           | (0 – 0) | Rajnay 63' Tóth 77' |

| ETO Park, Győr Nézőszám: 1 500 Játékvezető: Solymosi Péter (magyar) |

| 21. forduló 2006. április 1. 15:00 |

| FC Sopron                                                             | 2 – 0   | Győri ETO                            |
| --------------------------------------------------------------------- | ------- | ------------------------------------ |
| Horváth 4' (11-esből) Radu 50' 62' Sifter 43' Bagoly 80' Feczesin 86' | (1 – 0) | Stevanović 4' Vincze 20' Pusztai 69' |

| Káposztás utcai Stadion, Sopron Nézőszám: 4 200 Játékvezető: Gergely Sándor (magyar) |

| 22. forduló 2006. április 9. 11:30 |

| Győri ETO      | 1 – 1   | Ferencváros |
| -------------- | ------- | ----------- |
| Bajzát 89' 90' | (0 – 0) | Tőzsér 47'  |

| ETO Park, Győr Nézőszám: 1 500 Játékvezető: Arany Tamás (magyar) |

| 23. forduló 2006. április 15. 18:00 |

| Budapest Honvéd                    | 3 – 2   | Győri ETO                  |
| ---------------------------------- | ------- | -------------------------- |
| Dobos 3' 17' Genito 89' Udvari 33' | (2 – 1) | Vincze 9' 7' Priskin 90+2' |

| Bozsik József Stadion, Budapest Nézőszám: 1 500 Játékvezető: Sápi Csaba (magyar) |

| 24. forduló 2006. április 22. 18:00 |

| Győri ETO                                                | 4 – 0   | Lombard Pápa                                      |
| -------------------------------------------------------- | ------- | ------------------------------------------------- |
| Priskin 6' 64' Mátyus 19' (11-esből) Bajzát 35' Tóth 78' | (3 – 0) | Lipták 27' Honma 53' Gaál 77' Élder 85' Szabó 89' |

| ETO Park, Győr Nézőszám: 1 000 Játékvezető: Szabó zsolt (magyar) |

| 25. forduló 2006. április 29. 18:00 |

| Zalaegerszegi TE                   | 0 – 0   | Győri ETO                                   |
| ---------------------------------- | ------- | ------------------------------------------- |
| Sebők V. 4' Perič 26' Sebők J. 74' | (0 – 0) | Varga 39' Vincze 43' Bajzát 57' Priskin 70′ |

| ZTE Aréna, Zalaegerszeg Nézőszám: 2 000 Játékvezető: Saskőy Szabolcs (magyar) |

| 26. forduló 2006. május 6. 19:00 |

| Győri ETO                               | 4 – 0   | Kaposvári Rákóczi         |
| --------------------------------------- | ------- | ------------------------- |
| Bajzát 9' 35' Granát 12' 31' Mátyus 21' | (4 – 0) | Petrók 4' André Alves 89' |

| ETO Park, Győr Nézőszám: 350 Játékvezető: Mészáros István (magyar) |

| 27. forduló 2006. május 13. 19:00 |

| MTK Budapest                             | 5 – 2   | Győri ETO                                 |
| ---------------------------------------- | ------- | ----------------------------------------- |
| Kanta 4' 15' 49' Lambulić 60' Németh 90' | (2 – 0) | Bajzát 62' Granát 67' Zsók 41' Vincze 52' |

| Hidegkuti Nándor Stadion, Budapest Nézőszám: 700 Játékvezető: Erdős József (magyar) |

| 28. forduló 2006. május 20. 18:00 |

| Győri ETO                       | 2 – 3   | FC Fehérvár                              |
| ------------------------------- | ------- | ---------------------------------------- |
| Granát 18' Hanák 36' Mátyus 67' | (2 – 2) | Božić 2' 39' Horváth F. 83' Schwarcz 49' |

| ETO Park, Győr Nézőszám: 900 Játékvezető: Gergely Sándor (magyar) |

| 29. forduló 2006. május 28. 11:30 |

| Győri ETO                                                   | 2 – 5   | Újpest                                                          |
| ----------------------------------------------------------- | ------- | --------------------------------------------------------------- |
| Vincze 40' 45' Szabó 53' Pusztai 7' Mátyus 54' Granát 90+3' | (1 – 2) | Tisza 6' Rajczi 36' 72' Tóth N. 55' Cariati 69' 90+1′ Vaskó 77' |

| ETO Park, Győr Nézőszám: 3 500 Játékvezető: Vad II. István (magyar) |

| 30. forduló 2006. június 3. 18:00 |

| Diósgyőr              | 1 – 1   | Győri ETO |
| --------------------- | ------- | --------- |
| Katona 73' Farkas 43' | (0 – 1) | Szabó 42' |

| DVTK-stadion, Miskolc Nézőszám: 4 000 Játékvezető: Mészáros István (magyar) |

#### Végeredmény
|    | Csapat            | Játszott | Gy | D  | V  | L  | K  | GK  | Pont |
| -- | ----------------- | -------- | -- | -- | -- | -- | -- | --- | ---- |
| 1  | Debreceni VSC     | 30       | 20 | 8  | 2  | 69 | 34 | +35 | 68   |
| 2  | Újpest            | 30       | 20 | 5  | 5  | 74 | 37 | +37 | 65   |
| 3  | FC Fehérvár       | 30       | 19 | 7  | 4  | 52 | 24 | +28 | 64   |
| 4  | MTK Budapest      | 30       | 18 | 6  | 6  | 65 | 33 | +32 | 60   |
| 5  | FC Tatabánya      | 30       | 11 | 8  | 11 | 46 | 45 | +1  | 41   |
| 6  | Ferencváros       | 30       | 10 | 11 | 9  | 43 | 38 | +5  | 41   |
| 7  | Kaposvári Rákóczi | 30       | 10 | 7  | 13 | 35 | 41 | -6  | 37   |
| 8  | Diósgyőr          | 30       | 10 | 7  | 13 | 33 | 44 | -11 | 37   |
| 9  | Győri ETO         | 30       | 9  | 9  | 12 | 47 | 50 | -3  | 36   |
| 10 | FC Sopron         | 30       | 9  | 8  | 13 | 39 | 39 | 0   | 35   |
| 11 | Zalaegerszegi TE  | 30       | 9  | 8  | 13 | 42 | 47 | -5  | 35   |
| 12 | Pécsi MFC         | 30       | 8  | 9  | 13 | 37 | 41 | -4  | 33   |
| 13 | Budapest Honvéd   | 30       | 8  | 9  | 13 | 33 | 52 | -19 | 33   |
| 14 | Rákospalotai EAC  | 30       | 7  | 5  | 18 | 30 | 59 | -29 | 26   |
| 15 | Vasas             | 30       | 5  | 10 | 15 | 32 | 47 | -15 | 25   |
| 16 | Lombard Pápa      | 30       | 5  | 7  | 18 | 30 | 76 | -46 | 22   |

1. ↑  Intertotó-kupa induló

#### Helyezések fordulónként
| Forduló  | 1  | 2 | 3  | 4 | 5 | 6  | 7 | 8 | 9  | 10 | 11 | 12 | 13 | 14 | 15 | 16 | 17 | 18 | 19 | 20 | 21 | 22 | 23 | 24 | 25 | 26 | 27 | 28 | 29 | 30 |
| -------- | -- | - | -- | - | - | -- | - | - | -- | -- | -- | -- | -- | -- | -- | -- | -- | -- | -- | -- | -- | -- | -- | -- | -- | -- | -- | -- | -- | -- |
| Helyszín | I  | O | I  | O | I | O  | I | O | I  | O  | I  | O  | I  | I  | O  | O  | I  | O  | I  | O  | I  | O  | I  | O  | I  | O  | I  | O  | O  | I  |
| Eredmény | GY | D | GY | V | D | GY | V | V | GY | GY | V  | V  | D  | V  | V  | GY | GY | D  | D  | D  | V  | D  | V  | GY | D  | GY | V  | V  | V  | D  |
| Helyezés | 5  | 6 | 4  | 6 | 7 | 6  | 7 | 8 | 6  | 5  | 5  | 6  | 7  | 7  | 8  | 7  | 5  | 5  | 6  | 5  | 7  | 8  | 9  | 7  | 9  | 6  | 6  | 7  | 8  | 9  |

Helyszín: O = Otthon; I = Idegenben. Eredmény: GY = Győzelem; D = Döntetlen; V = Vereség.

#### Eredmények összesítése
Az alábbi táblázatban összesítve szerepelnek a Győri ETO FC 2005/06-os bajnokságban elért eredményei.
| Ősz/tavasz (forduló)    | Otthon | Otthon | Otthon | Otthon | Otthon | Otthon | Otthon | Idegenben | Idegenben | Idegenben | Idegenben | Idegenben | Idegenben | Idegenben |
| Ősz/tavasz (forduló)    | M      | GY     | D      | V      | LG–KG  | GK     | P      | M         | GY        | D         | V         | LG–KG     | GK        | P         |
| ----------------------- | ------ | ------ | ------ | ------ | ------ | ------ | ------ | --------- | --------- | --------- | --------- | --------- | --------- | --------- |
| Őszi szezon (1–15.)     | 7      | 2      | 1      | 4      | 10–13  | –3     | 7      | 8         | 3         | 2         | 3         | 13–13     | 0         | 11        |
| Tavaszi szezon (16–30.) | 8      | 3      | 3      | 2      | 16–11  | +5     | 12     | 7         | 1         | 3         | 3         | 8–13      | –5        | 6         |
| Összesen (1–30.)        | 15     | 5      | 4      | 6      | 26–24  | +2     | 19     | 15        | 4         | 5         | 6         | 21–26     | –5        | 17        |

## Külső hivatkozások
- A Győri ETO honlapja
- A csapat mérkőzései a transfermarkt.de-n (németül)